# Arkin (zatoka)
Arkin (fr. Arguin) – zatoka Oceanu Atlantyckiego u wybrzeży Mauretanii, od północy ograniczona Przylądkiem Białym. W zatoce leżą wyspy Arkin i Tidra, które – tak, jak większość obszaru zatoki – leżą w Parku Narodowym Banc d'Arguin.